# Зоопраксископ

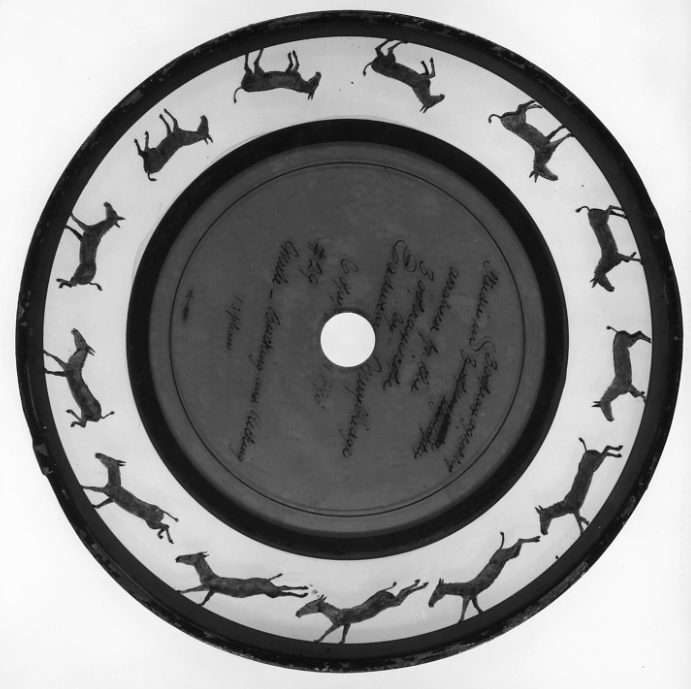
Диск зоопраксископу Едварда Майбріджа

Моделювання обертання зоопраксископу

Приклад запису

Зоопраксископ (англ. zoopraxiscope від дав.-гр. ζῷον — тварина, живе + πράξις — рух + σκοπέω — спостерігаю) — прилад для «проєктування рухомих картинок» — ранній проєкційний апарат, винайдений Едвардом Майбріджем в 1879 році. Його можна вважати першим кінопроєктором.

## Історія
У 1877 році — залізничний магнат каліфорнійський губернатор Ліленд Стенфорд найняв британського фотографа Едварда Майбріджа для вирішення суперечки, між самим губернатором, великим любителем коней-скакунів, який стверджував, що кінь під час галопу відривається від землі, — та його опонентом, який наполягав на тому, що бодай одна нога коня при бігу ніколи не відривається від землі. Для вирішення питання Майбрідж здійснив експеримент на іподромі в Каліфорнії, побудувавши уздовж бігової доріжки спеціальну ділянку — «фотодром». З одного боку була встановлена довга біла стіна, а з іншого — 24 кабіни з фотокамерами з електромагнітними затворами, з'єднаними з нитками, простягнутими поперек треку. ПЧорні коні (щоб на білому їх було краще видно), що бігли по дерев'яному треку, почергово торкалися долівки, дошки якої з'єднувалися з фотоапаратами, змушуючи таким чином кожен раз спрацьовувати черговий фотоапарат. Затвори спрацьовували миттєво, фіксуючи всі фази бігу коней. Так виходили знімки послідовних фаз руху. Цей експеримент підштовхнув Едварда Майбріджа до винаходу зоопраксископу (спочатку прилад був названий ним зоогіроскопом). Пристрій схожий з фенакістископом. Усередині апарату перебувала скляна котушка, на якій були намотані знімки різних фаз руху людей або тварин. При прокручуванні котушки створювалося відчуття руху об'єкта у віконці пристрою. Зображення фаз руху були спочатку намальовані на склі, як силуети. Друга серія дисків, виконана у 1892-94, використовувала контурні малюнки, що були надруковані на диски фотографічно, потім розмальовані вручну. Деякі з анімованих зображень були дуже складними, що дозволяло створити багато комбінацій послідовностей руху тварин і людей.
Даний апарат послужив основою для більш відомого пристрою — кінетоскопу, винайденого в 1891 у Томасом Едісоном. Саме кінетоскоп і став першим комерційним приладом для демонстрації фільмів.
Зображення з усіх відомих сімдесяти одного дисків зоопраксископу, що дійшли до наших днів, були опубліковані в книзі Eadweard Muybridge: The Kingston Museum Bequest (The Projection Box, 2004).